# Wiped Out!
A Wiped Out! a The Neighbourhood amerikai indie rockegyüttes második stúdióalbuma. 2015. október 30-án jelent meg, kiadója a Columbia Records. Bár ismertségét és népszerűségét nem csupán ennek köszönheti, az albumon megjelent Daddy Issues című szám a TikTokon kiváltképp népszerűvé vált 2020 végén.

## Az album dalai
| 1.    | A Moment of Silence           | 0:30 |
| 2.    | Prey                          | 4:47 |
| 3.    | Cry Baby                      | 3:56 |
| 4.    | Wiped Out!                    | 6:15 |
| 5.    | The Beach                     | 4:17 |
| 6.    | Daddy Issues                  | 4:20 |
| 7.    | Baby Came Home 2 / Valentines | 6:35 |
| 8.    | Greetings from Califournia    | 3:50 |
| 9.    | Ferrari                       | 3:03 |
| 10.   | Single                        | 4:20 |
| 11.   | R.I.P. 2 My Youth             | 3:27 |
| 45:18 |                               |      |

## Helyezések és eladási adatok
| Régió                                                            | Minősítés | Eladott példányszám |
| ---------------------------------------------------------------- | --------- | ------------------- |
| Lengyelország (ZPAV)                                             | arany     | 10 000‡             |
| Egyesült Királyság (BPI)                                         | ezüst     | 60 000‡             |
| Egyesült Államok (RIAA)                                          | arany     | 500 000‡            |
| ‡ Eladási+streaming példányszámok kizárólag a minősítés alapján. |           |                     |

## Fordítás
- Ez a szócikk részben vagy egészben  a   Wiped Out! című angol Wikipédia-szócikk ezen változatának fordításán alapul.  Az eredeti cikk szerkesztőit annak laptörténete sorolja fel. Ez a jelzés csupán a megfogalmazás eredetét és a szerzői jogokat jelzi, nem szolgál a cikkben szereplő információk forrásmegjelöléseként.